# Intecymbium
Intecymbium is een geslacht van spinnen uit de familie hangmatspinnen (Linyphiidae).

## Soorten
De volgende soorten zijn bij het geslacht ingedeeld:
- Intecymbium antarcticum (Simon, 1895)